# Aufstand von Klaksvík
Beim Aufstand von Klaksvík, der auch Klaksvík-Konflikt oder Streit von Klaksvík (färöisch: Klaksvíksstríðið [ˈklakːsvʊiksːstɹʊiɛ], dänisch: Klaksvigsstriden) genannt wird, widersetzte sich im Jahr 1955 die Lokalbevölkerung einem Beschluss der dänischen Behörden, dessen Auslöser die Kündigung Olaf Halvorsens war. Halvorsen war Chefarzt im Krankenhaus von Klaksvík, der zweitgrößten Stadt auf den Färöern. Die Kündigung des ehemaligen Anhängers des Nationalsozialismus geschah gegen den Willen der Einwohner. Um den Streit zu schlichten, wurden im April 1955 aus Dänemark 120 Polizisten in die Stadt entsendet. Die Einwohner erwiderten das mit der Verminung des Hafens. Bevor es zur Konfrontation kam, verständigte man sich auf einen vorläufigen Kompromiss. Eine erneute Eskalation im Herbst 1955 gipfelte in einem Attentat auf den färöischen Ministerpräsidenten Kristian Djurhuus, der unversehrt blieb. Der Ärztestreit war der auslösende Faktor, doch ging es eigentlich um die Frage der färöischen Unabhängigkeit gegenüber dem dänischen Mutterland.

## Hintergrund

### Olaf Halvorsen und der Nationalsozialismus
Olaf Halvorsen studierte in den 1930er Jahren in Kopenhagen Medizin. Am 8. Juli 1938 meldete er sich bei der dänischen Nazipartei Danmarks Nationalsocialistiske Arbejderparti (DNSAP) an. Der Leiter bzw. „Führer“ dieser Partei war zu diesem Zeitpunkt der Arzt Frits Clausen. Clausen schloss Bekanntschaft mit Halvorsen, und als Halvorsen 1939 fertig ausgebildeter Arzt war, bot Clausen ihm für einige Monate eine Vertretung als Arzt im südjütländischen Bovrup an. Halvorsen nahm das Angebot an. Der Angriff des Deutschen Reiches auf Dänemark im Jahr 1940 führte zu einem Vertrauensbruch und Feindschaft zwischen den beiden, woraufhin Halvorsen aus der DNSAP austrat.

### Beschuldigungen von der Ärztevereinigung
Die Hauptverwaltung der „allgemeinen dänischen Ärztevereinigung“ (Den Almindelige Danske Lægeforening) beschuldigte 1948 Halvorsen, dass er sich während des Zweiten Weltkriegs zum Dienst als Arzt für die Schutzstaffel (SS) an die Ostfront meldete. Halvorsen stritt das ab und ein Gericht sprach ihn 1949 von den Vorwürfen frei. Die Forderungen nach dem Ausschluss Halvorsens, nach Geldstrafen oder anderen Disziplinarmaßnahmen wurden damit aufgegeben. Doch wurden ihm die Kosten des Gerichtsverfahrens auferlegt, die bei 601,50 dänischen Kronen lagen. Halvorsen weigerte sich, dem nachzukommen und wurde folglich aus der Ärztevereinigung ausgeschlossen.

### Anstellung auf den Färöern
Aufgrund des Ausschlusses bekam er keine Anstellung in einem Krankenhaus in Dänemark. Selbst auf Grönland waren seine Bewerbungen nicht erfolgreich. Schließlich wurde er beim Krankenhaus in der färöischen Hauptstadt Tórshavn angestellt und unterrichtete für kurze Zeit angehende Krankenschwestern, bevor er nach Klaksvík zog, wo er am 1. Juli 1951 vorübergehend als Arzt eingestellt wurde. Die Anstellung beinhaltete sowohl die Stelle als Krankenhaus- als auch als Kommunalarzt für die Klaksvíker Gemeinde. Gerüchte über Halvorsens Vergangenheit als Nationalsozialist verbreiteten sich schnell, doch die Bewohner der Nordinseln kümmerten sich nicht drum. Zwischen ihm und der Bevölkerung entstand ein gutes Verhältnis, auch wenn er als verschmitzt aufgefasst wurde. Es fiel unter anderem sein fast marschierender Gang auf.

## Verlauf des Geschehens

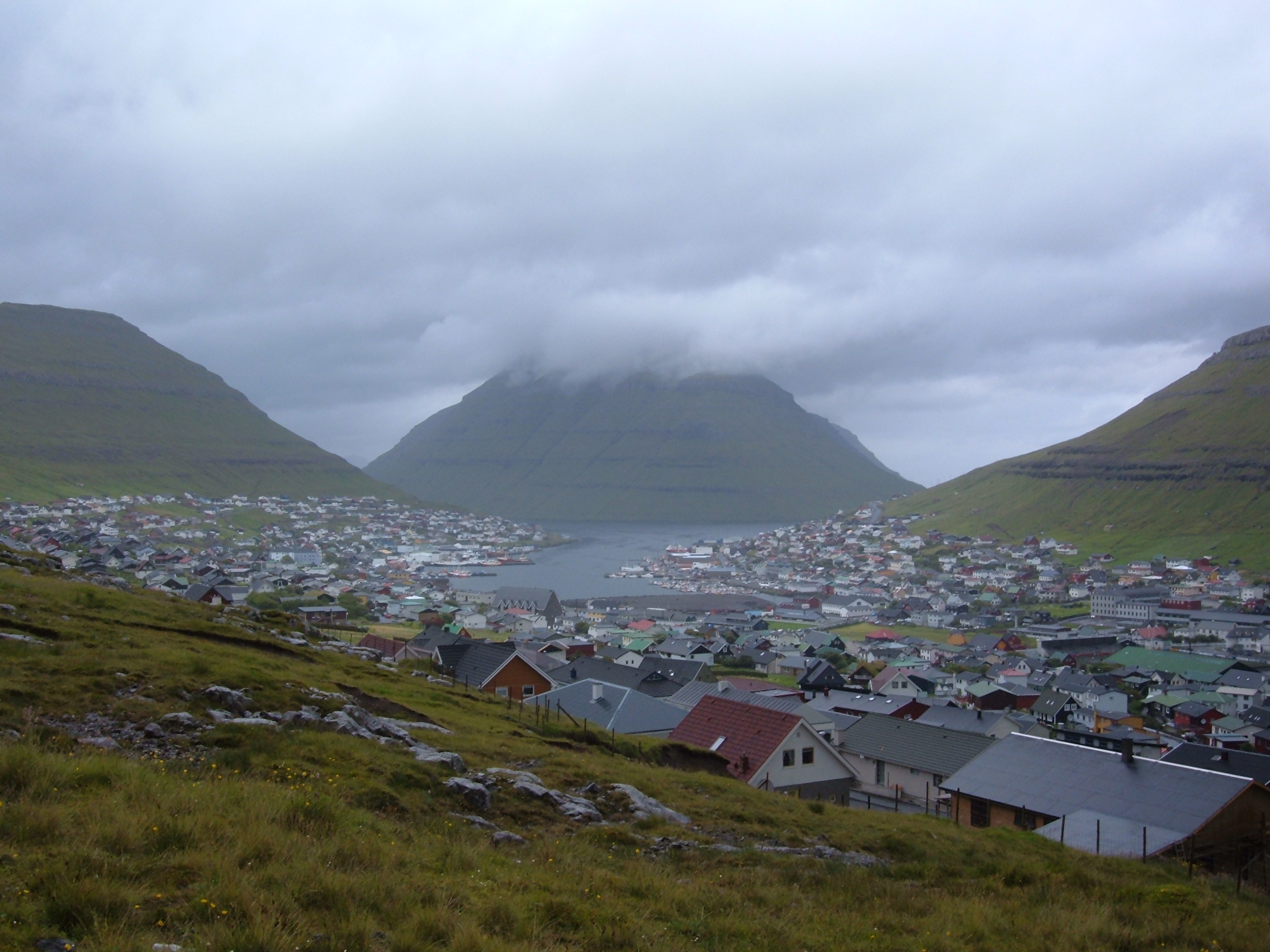
Klaksvík

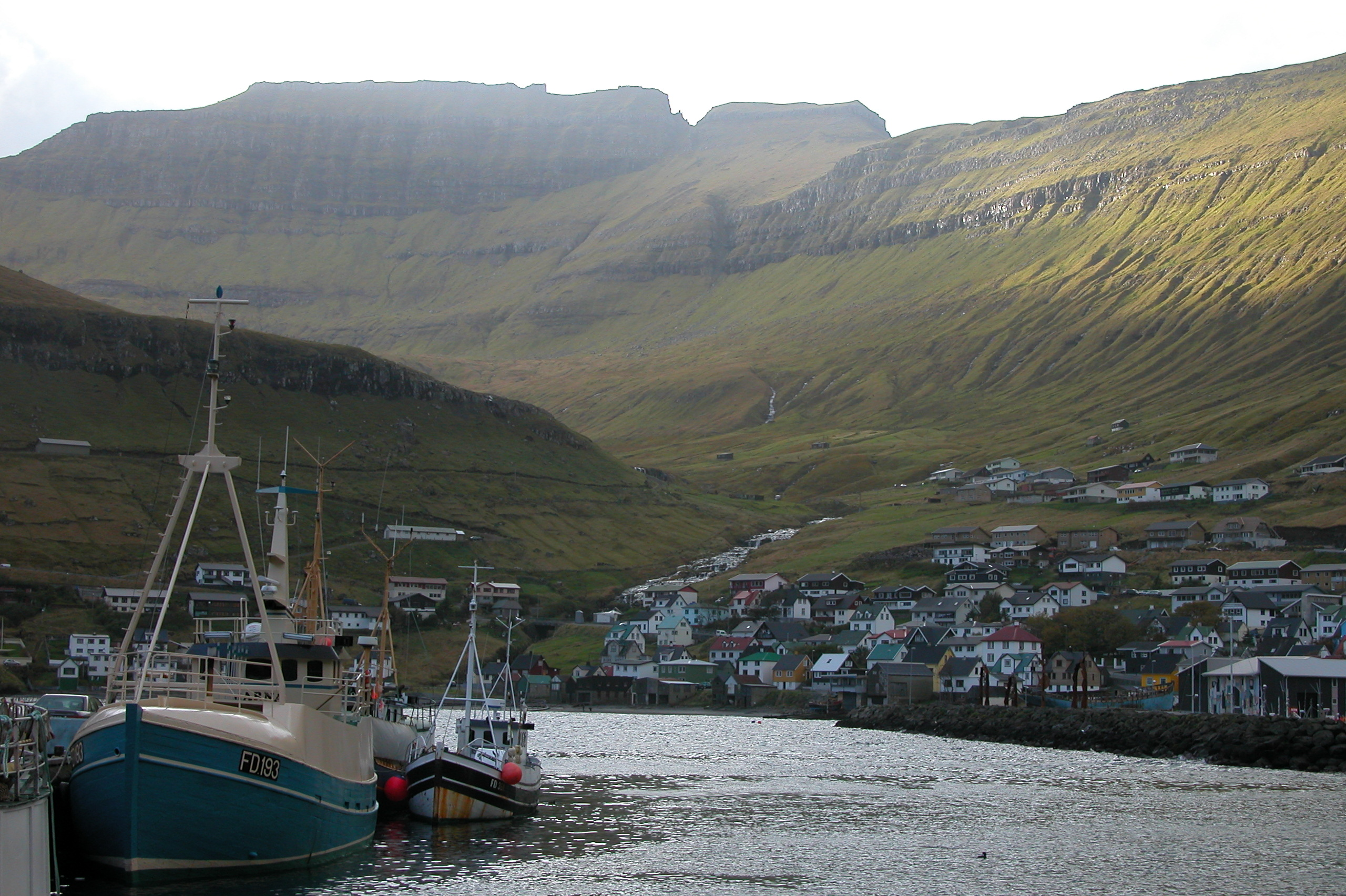
Fuglafjørður

### Der Versuch, Halvorsen zu entfernen
1955 beschlossen die färöischen und dänischen Behörden in Tórshavn, Halvorsen wegen seiner Vergangenheit in der DNSAP und seiner Verbindung zu Clausen von seiner Stelle zu entfernen. Das führte zur Unruhe unter den Klaksvíkern, bei denen Halvorsen durchaus Sympathien genoss. Noch unruhiger wurde es, als die Behörden verkündeten, dass sie den färöischen Arzt Rubeck Nielsen einstellen wollten. Nielsen stand in Verbindung mit Jógvan Frederik Kjølbro und dessen Familie. Die Firma von Kjølbro war einer der größten Arbeitgeber auf den Inseln. Viele sahen in der Anstellung Nielsens einen Beweis für Korruption und eine unangebrachte Einmischung der Dänen in die Angelegenheiten der Färöer. Um sein Vorhaben durchzuführen, reiste der Reichsombudsmann Niels Elkær-Hansen mit anderen Behördenvertretern am 21. April 1955 nach Klaksvík. Elkær-Hansen wollte den umstrittenen Arzt endgültig aus seiner Stelle entfernen. Die Delegation traf auf Hunderte Einheimische, die die Delegation daran hinderten, die Formalitäten durchzuführen, die Halvorsen von seiner Stelle entbinden sollten. Stattdessen wurde sie durch die Stadt aufs Linienschiff Tjaldur gejagt. Mit dem Schiff suchte die Delegation Zuflucht im Hafen von Fuglafjørður.

### Polizei in Klaksvík
Die lokalen Autoritäten sahen sich danach gezwungen, Dänemark um Hilfe zu bitten. Am 22. April 1955 verließ daraufhin die Parkeston den Hafen von Esbjerg. An Bord waren der färöische Ministerpräsident Kristian Djurhuus, sechs Journalisten, etwa 50 Kisten mit Waffen und Munition, ein Einsatzwagen und 120 Polizeibeamte mit sechs Polizeihunden. Die Polizeiaktion sollte geheim bleiben, doch sowohl dänische als auch färöische Zeitungen berichteten über die Mobilmachung. In Klaksvík reagierte man darauf mit der Einrichtung von bewaffneten Wachposten und der Verminung der Hafeneinfahrt durch ein altes Schiff, das mit Sprengstoff beladen war.

### Vorläufiger Kompromiss
Damit die Lage nicht weiter eskalierte, beschloss die dänische Regierung, den damaligen Finanzminister und späteren dänischen Ministerpräsidenten Viggo Kampmann auf schnellstem Wege auf die Färöer zu schicken, um in dem Streit zu vermitteln und einen Kompromiss auszuhandeln. Die Parkeston lief unterdessen verschiedene Häfen auf den Färöern an, nach Klaksvík kam sie jedoch nicht. Ein Teil des Kompromisses sah die zeitweilige Abreise Halvorsens nach Dänemark vor, was dieser auch tat. Er sollte sich dort mit der dänischen Ärztevereinigung versöhnen. Sein Nachfolger wurde aufgefordert, seine Stelle in Klaksvík zu kündigen. Halvorsen hätte sich dann nach einer möglichen Versöhnung erneut bewerben können. Zudem wurden vorübergehend zwei dänische Ärzte am Klaksvíker Krankenhaus angestellt.
Als sich die sechsmonatige Beschäftigung der beiden dänischen Ärzte ihrem Ende näherte, berief der Reichsombudsmann Elkær-Hansen die Krankenhausverwaltung zu einem Treffen in Klaksvik am 23. September 1955 ein. Auf dem Treffen stellte man fest, dass Halvorsen sich noch nicht mit der Ärztevereinigung versöhnt und sein Nachfolger noch nicht gekündigt hatte. Als die Delegation um halb acht Uhr abends auf dem Weg zum Krankenhaus war, um die beiden neuen Ärzte zu konsultieren, traf sie auf etwa 150 wütende Demonstranten, die sie beschimpften und die Einhaltung von Kampmanns Versprechen, Halvorsen wiedereinzustellen, forderten. Das brachte die Regierung Dänemarks dazu, auf die Provokation zu reagieren, indem sie die Fregatte Rolf Krake der dänischen Marine (Søværnet) nach Klaksvík beorderte. In der Zwischenzeit flog Kampmann auf die Färöer und stellte das Scheitern des Kompromisses fest.

### Das Ende

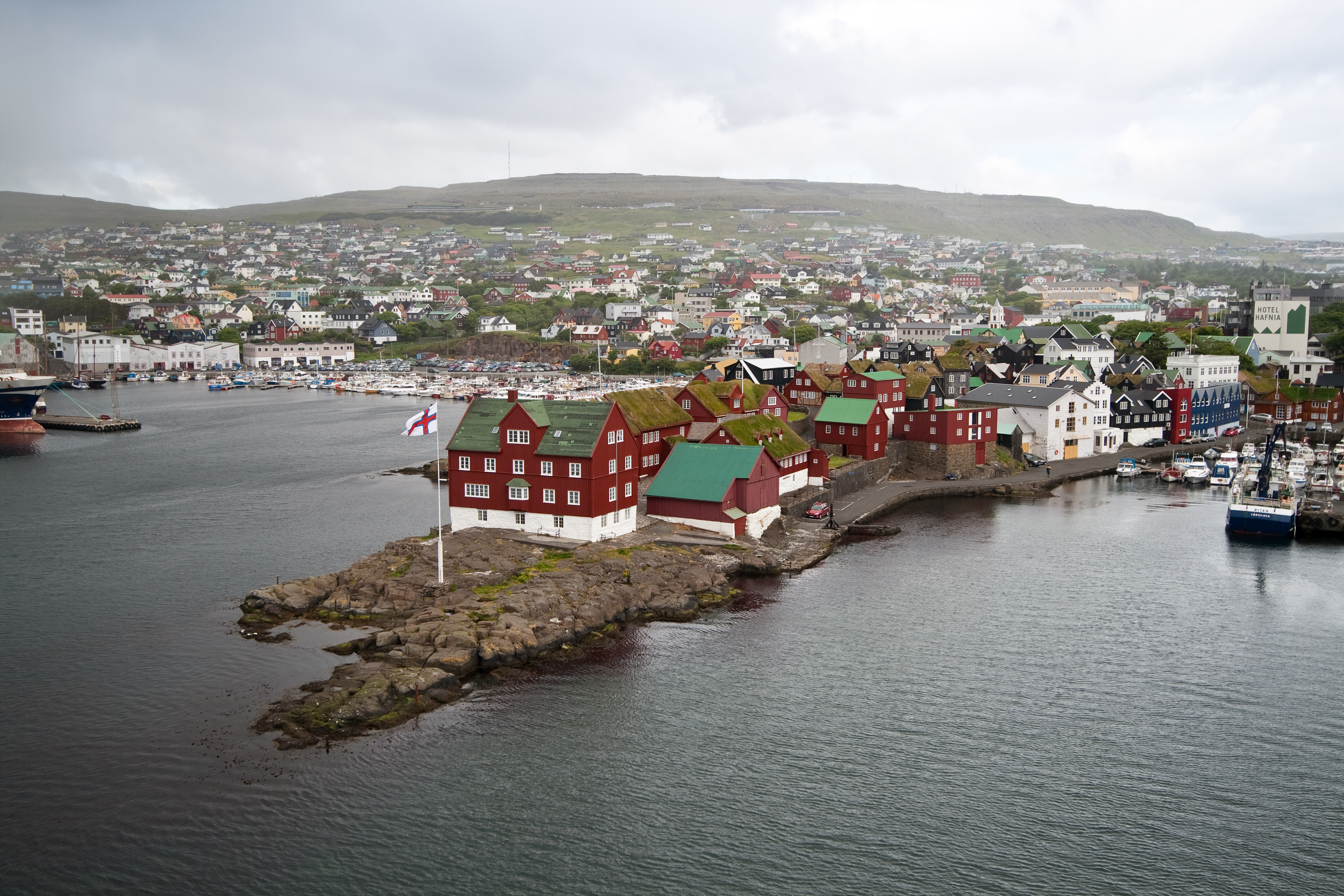
Tinganes in Tórshavn

Am 1. Oktober 1955 erreichte die Rolf Krake die Stadt. Hundert junge Menschen versuchten die Absperrungen im Hafengebiet zu durchbrechen, doch mit Hunden und Schlagstöcken wurden sie von der Polizei abgewehrt. Einige Färinger führten mehrere Aktionen durch, wie zum Beispiel den Strom in der Stadt und am Hafen zu kappen. Während die Polizei sich in der Stadt aufhielt, kam es zu keinen direkten Konfrontationen.
Der Aufstand von Klaksvík führte zu einer Reihe Gerichtsverfahren gegen die Rädelsführer. Die Gerichtsverhandlungen wurden am 24. Oktober 1955 eröffnet und die Urteile am 15. November 1955 verkündet: Von den 31 Angeklagten wurden mit einer Ausnahme alle verurteilt. 18 der Verurteilten gingen in Berufung, davon wurden 14 Urteile bestätigt und 4 Personen freigesprochen. Fischer Heinesen wurde als Anführer des Aufruhrs zu 12 Monaten Gefängnis verurteilt, von denen er acht Monate absaß. Seine Strafe sollte er auf der Halbinsel Tinganes in Tórshavn abbüßen. Dem Volk in Klaksvík ging die Strafe zu weit und man beschloss, eine Fischerbootflotte in die Hauptstadt zu schicken, ursprünglich in der Absicht, Heinesen zu befreien. Da schlechtes Wetter aufzog, kamen lediglich 200 Menschen in Tórshavn an. Wegen mangelnder Unterstützung durch die Tórshavner beschlossen die Klaksvíker, nur einen Demonstrationszug gegen den Reichsombudsmann und die färöische Regierung zu bilden.
Am 7. November 1955 wurde ein leeres Haus, das von der Polizei genutzt wurde, in die Luft gesprengt. Am 20. November wurde die Wohnung des färöischen Ministerpräsidenten Djurhuus in Tvøroyri mit einer Maschinenpistole beschossen. Bei dem Attentat kamen weder er noch andere Personen zu Schaden. Am 22. November explodierte eine Bombe außerhalb der Polizeistation in Klaksvík, auch hier kam niemand zu Schaden. Zudem fand man im Keller des Ministers Hákun Djurhuus eine selbstgemachte Bombe. Wegen einer fehlerhaften Schaltung löste sie keine Explosion aus. Keiner dieser Vorfälle wurde aufgeklärt.
Der Aufstand von Klaksvík endete endgültig am 9. Mai 1956, nachdem die Krankenhausverwaltung als Kompromiss den Arzt Knud Seedorf einstellte. Halvorsen wurde am Krankenhaus in Kopenhagen angestellt und kehrte nie wieder auf die Färöer zurück.

## In der Populärkultur
- Bergljót D. Hentze und Ólavur Rasmussen produzierten für die öffentlich-rechtliche Rundfunkanstalt Kringvarp Føroya den zweiteiligen Dokumentarfilm Klaksvíksstríðið aus dem Jahr 2008. Die Dokumentation bekam gute Kritiken.[1]